# Bettendorf (Haut-Rhin)
Bettendorf település Franciaországban, Haut-Rhin megyében. Lakosainak száma 460 fő (2022. január 1.). Bettendorf Hirsingue, Ruederbach, Schwoben, Hausgauen, Willer és Illtal községekkel határos.

## Népesség
A település népességének változása:
| Lakosok száma | 363  | 479  | 461  | 459  | 450  | 443  | 441  | 448  | 454  | 460  |
|               | 1910 | 2013 | 2015 | 2016 | 2017 | 2018 | 2019 | 2020 | 2021 | 2022 |